# Heinz-Josef Große

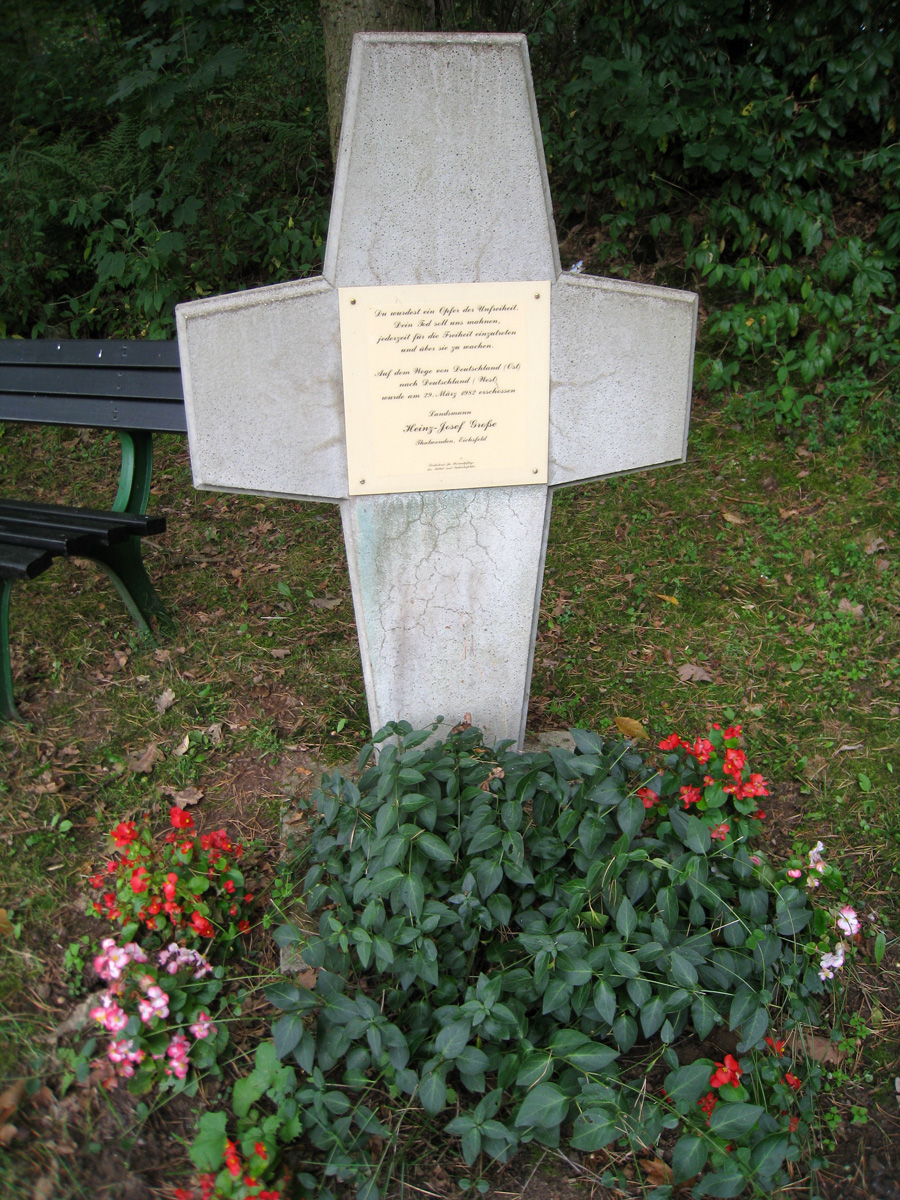
Gedenkkreuz für Heinz-Josef Große

Heinz-Josef Große (* 11. Oktober 1947 in Thalwenden; † 29. März 1982 bei Wahlhausen) war ein deutscher Facharbeiter und Todesopfer an der innerdeutschen Grenze.

## Leben

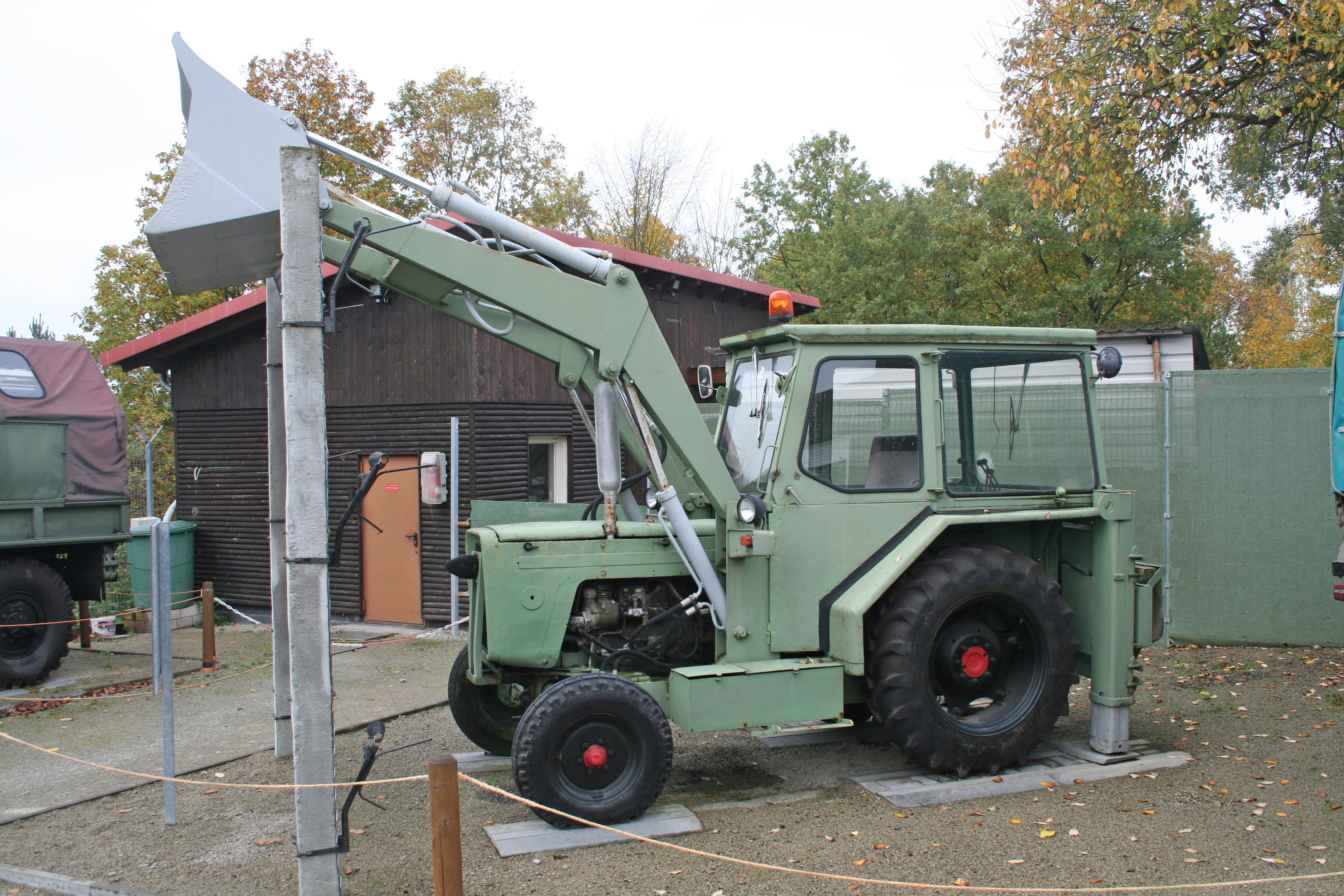
Der bei der Flucht benutzte Frontlader im Grenzmuseum Schifflersgrund

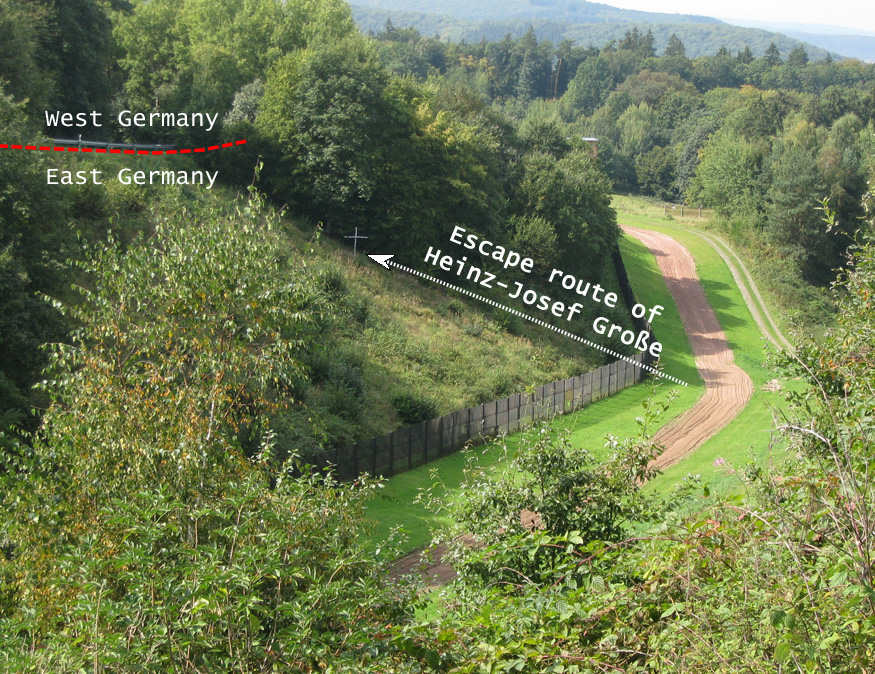
Fluchtroute Großes

Heinz-Josef Große war bereits mehrfach bei Arbeiten an der innerdeutschen Grenze eingesetzt worden und hatte auch „feindwärts“ des vorderen Sperrelements gearbeitet. Er galt deshalb gegenüber den Grenztruppen als vertrauenswürdig. Der 29. März 1982 war sein letzter Arbeitstag. Die Grenzsoldaten B. und G., welche ihm an diesem Tag das Mittagessen gebracht hatten, entfernten sich von Große, um einer motorisierten Bundesgrenzschutz-Streife zu folgen und deren Kennzeichen, Dienstgrade sowie weitere Details zu erkennen. Heinz-Josef Große nutzte diese Gelegenheit, um mit seinem Traktor an den Metallgitterzaun zu fahren, der zu diesem Zeitpunkt noch mit der Selbstschussanlage SM 70 bestückt war. Er legte die Schaufel des Überkopfladers darauf und kletterte mit ihrer Hilfe über den vorderen Zaun. Anschließend lief er einen Hang aufwärts, der noch zum Gebiet der DDR gehörte. Die beiden Soldaten der Grenztruppen bemerkten Großes Fluchtabsicht, eilten zurück und eröffneten das Feuer, so dass er wenige Meter vor Erreichen bundesdeutschen Gebietes getroffen zu Boden fiel. Anschließend wurde er tot geborgen. Das Geschehen wurde von Beamten des Bundesgrenzschutzes beobachtet, die nicht eingreifen konnten und mit ansehen mussten, wie Große verblutete.

## Gedenken
Ein Jahr nach seinem Tod wurde ein Erinnerungskreuz für ihn aufgestellt, welches in Gegenwart des damaligen Ministers Heiner Geißler eingeweiht wurde. Der für den Fluchtversuch benutzte Überkopflader steht heute im Grenzmuseum Schifflersgrund. 